# Alon Stein
Alon Stein (hebräisch אלון שטיין; * 4. Januar 1978 in Chadera, Israel) ist ein ehemaliger israelischer Basketballspieler, der zudem seit dem Jahr 2000 die deutsche Staatsbürgerschaft besitzt. Stein spielte mehrere Spielzeiten in den beiden obersten Ligen Israels, Deutschlands und der Schweiz. 2011 kehrte er zunächst als Ergänzungsspieler im Kader zum israelischen Serienmeister Maccabi Tel Aviv zurück, der auch in Europa eine Führungsrolle einnimmt und für deren Jugendmannschaften Stein zuvor bereits aktiv gewesen war. Seit der Saison 2013/14 ersetzte er Derrick Sharp als Trainerassistent im Trainerstab der erfolgreichen Herrenmannschaft.

## Karriere
Stein galt in seiner Jugend als großes Talent und konnte in einem Endspiel der israelischen Jugendmeisterschaften als 14-Jähriger 60 Punkte erzielen. Als 17-Jähriger wechselte er aus den Jugendmannschaften von Maccabi Tel Aviv zu Hapoel Galil Elyon ins nordisraelische Kfar Blum, wo er von dem aus den USA stammenden Trainer David Blatt trainiert wurde. Nach zwei Jahren stagnierte seine Leistungen und als Trainer Blatt zu Maccabi Tel Aviv wechselte, wurde Stein in der Spielzeit 1999/2000 schließlich an den israelischen Erstliga-Aufsteiger Maccabi aus Kirjat Motzkin ausgeliehen. Die Mannschaft stieg jedoch nach einer Spielzeit wieder ab und Stein kehrte zunächst zu Hapoel Galil Elyon zurück. Nachdem er unter dem neuen Trainer von Hapoel jedoch kaum Spielzeit bekommen hatte, wechselte er zu Hapoel aus Tel Aviv in die zweite nationale Liga, mit denen er am Ende der Spielzeit 2001/02 die Rückkehr in die erste Liga erreichte.
Für die Spielzeit 2002/03 wechselte Stein trotz laufenden Vertrages bei Hapoel nach Deutschland, wo er sich dem damaligen Zweitligisten ratiopharm Ulm anschloss. Hier konnte er seine persönlichen Leistungen wieder steigern und erzielte gut 17 Punkte und 4 Assists pro Spiel. Die Erstliga-Rückkehr der Ulmer wurde jedoch verpasst und Stein, der wieder nach höheren Aufgaben suchte, verließ den Verein. In der Spielzeit 2003/04 bekam er dann einen Vertrag beim Schweizer Erstligisten Geneva Devils. Für die Spielzeit 2004/05 kehrte er in die deutsche 2. Liga zurück und spielte diesmal für die Eisbären aus Bremerhaven in der Gruppe Nord. Nach nur einer Saisonniederlage stieg man die erste Basketball-Bundesliga auf. Nachdem er in der zweiten Liga in knapp 34 Minuten Einsatzzeit pro Spiel gut 14 Punkte und 7 Assists im Durchschnitt beisteuern konnte, fielen seine Spielanteile in der ersten Liga auf 12 Minuten pro Spiel zurück. Nachdem der Aufsteiger als starker Hauptrundenvierter in der Spielzeit 2005/06 bis ins Play-off-Halbfinale eingezogen war, wo man dem Hauptrundenersten und späterem Vizemeister Alba Berlin unterlag, verließ Stein den Verein und spielte in der Spielzeit 2006/07 erneut bei den Devils aus Genf in der Schweiz. In der darauffolgenden Spielzeit 2007/08 war er noch kurz unter dem späteren israelischen Nationalmannschaftstrainer Arik Shivek aktiv beim späteren Meister ABC aus Amsterdam in der niederländischen FEB aktiv. Hier konnte er sich nicht durchsetzen und kehrte in sein Heimatland zurück.
Noch während der Spielzeit 2007/08 schloss sich Stein Hapoel aus dem Kibbuz Be’eri am Rande des Gazastreifens in der zweiten israelischen Liga an. Die Saison endete auf einem Abstiegsplatz und die Klasse konnte nur durch den Rückzug anderer Mannschaften gehalten werden. Stein wechselte jedoch zum Ligakonkurrenten Elitzur aus Jawne für die Spielzeit 2008/09. 2010 kehrte er noch einmal in die Schweiz zurück und spielte für die Tigers aus Lugano, die in diesem Jahr Schweizer Meister wurden. Doch eine Vertragsverlängerung zerschlug sich und ohne Vertrag wurde er während der Saison 2010/11 als Trainingsspieler von seinem ehemaligen Trainer David Blatt für die europäische Spitzenmannschaft Maccabi Tel Aviv eingeladen. Zur darauffolgenden Spielzeit 2011/12 bekam er dann schließlich sogar einen Vertrag bei Maccabi, um als Ergänzungsspieler bei nationalen Meisterschaftsspielen eingesetzt zu werden. Als Maccabi-Spielerikone Derrick Sharp als Trainerassistent ausschied und in sein Heimatland zurückkehrte, rückte Stein zur Saison 2013/14 in den Trainerstab der ersten Mannschaft auf. Nach der Titelverteidigung im nationalen Pokalwettbewerb gewann man überraschend die EuroLeague 2013/14.